# Snart döden skall det öga sluta
Snart döden skall det öga sluta är en psalm med tre verser av den danske författaren Odin Wolff (1760-1830) från 1787, som Anna Maria Lenngren översatte 1797. Dikten har fyra verser och ingår i Lenngrens Samlade skaldeförsök med rubriken En blick på grafven.
|  |
|  |

## Publicerad som
- Nr 449 i 1819 års psalmbok under rubriken "Med avseende på de yttersta tingen: Livets korthet och dödens visshet".
- Nr 541 i 1937 års psalmbok under rubriken "De yttersta tingen: Livets förgänglighet och evighetens allvar".